# IC 4906
IC 4906 ist eine Elliptische Galaxie vom Hubble-Typ E/SB0 im Sternbild Pfau am Südsternhimmel. Sie ist rund 165 Millionen Lichtjahre von der Milchstraße entfernt und hat einen Durchmesser von etwa 80.000 Lichtjahren. 

Im selben Himmelsareal befindet sich u. a. die Galaxie IC 4905.
Das Objekt wurde am 14. August 1901 von DeLisle Stewart entdeckt.